# Apsilops
Apsilops es un género de avispas de la familia Ichneumonidae. Hay alrededor de nueve especies descritas.
Es de distribución holártica. Los adultos se encuentran en vegetación flotante. Los huéspedes son lepidópteros acuáticos o semi acuáticos.

## Especies
Las nueve especies de este género:
- Apsilops aquaticus (Thomson, 1874) c g
- Apsilops bicolor (Cushman, 1927) i c g
- Apsilops cinctorius (Fabricius, 1775) c g
- Apsilops hirtifrons (Ashmead, 1896) i c g b
- Apsilops japonicus g
- Apsilops scotinus (Tosquinet, 1903) c g
- Apsilops sericata (Viereck, 1925) i
- Apsilops sericatus (Viereck, 1925) c g
- Apsilops tenebrosus Hellen, 1957 c g

Fuentes de datos: i = ITIS, c = Catalogue of Life, g = GBIF, b = Bugguide.net